# Henri Emmanuelli
Pour les articles homonymes, voir Emmanuelli.
Henri Emmanuelli, né le 31 mai 1945 à Eaux-Bonnes (Basses-Pyrénées, aujourd'hui Pyrénées-Atlantiques) et mort le 21 mars 2017 à Bayonne (Pyrénées-Atlantiques), est un homme politique français, membre du Parti socialiste.
Député des Landes et président du conseil général du département pendant plus de trois décennies, il est plusieurs fois secrétaire d'État sous la présidence de François Mitterrand dans les années 1980 et président de l'Assemblée nationale entre 1992 et 1993. Il est battu par Lionel Jospin à la primaire socialiste en vue de l’élection présidentielle de 1995.

## Biographie

### Banquier de profession
Henri Joseph Emmanuelli est le fils de Louis-Ange Emmanuelli, ouvrier électricien d'origine corse, et de Julie Chourré, femme de ménage. Son grand-père maternel, Henri Chourré, est un berger originaire d'Aas dans la vallée d'Ossau. Il lui manque un doigt de naissance. Son père, militant CGT communiste anticlérical ayant perdu son emploi du fait de ses convictions, s'est installé par la suite comme artisan électricien. Il meurt électrocuté sur un clocher en 1958,.
Après des études à l'école de Gourette puis au lycée Louis-Barthou à Pau, boursier, Henri Emmanuelli est diplômé de l’Institut d'études politiques de Paris (promotion 1967, section Service Public). 
Il retourne alors dans le Béarn pour veiller sur sa mère, victime d'une tumeur au cerveau et qui meurt en 1969. 
Banquier de profession, il est recommandé à Edmond de Rothschild qui vient de créer la Compagnie financière Edmond de Rothschild qu'il intègre en 1969. Il est ensuite attaché de direction puis chef d’agence à la Banque de l'Union parisienne (1971-1973). Fondé de pouvoir, sous-directeur puis directeur adjoint à la Compagnie française de crédit et de banque (1974-1977),.
À la même époque, il entre dans la franc-maçonnerie, qu'il quittera cinq ans plus tard. Il poursuit son activité professionnelle à la banque Rothschild — occupant un poste de direction — jusqu'à sa première élection comme député à 32 ans, en 1978.

### Entrée en politique
Il adhère au Parti socialiste en 1971.
À la demande de François Mitterrand, il est, à 27 ans, candidat lors des élections législatives de mars 1973 dans la 2e circonscription de Lot-et-Garonne. Mais c'est le 19 mars 1978, qu'il est élu pour la première fois député de la 3e circonscription des Landes qu'il fait basculer à gauche.
En 1982, il est élu pour la première fois président du conseil général des Landes.

### Secrétaire d'État
Le 21 mai 1981, Henri Emmanuelli est nommé secrétaire d'État aux Départements et territoires d'outre-mer dans le premier gouvernement de Pierre Mauroy ; il est reconduit à ce poste dans le second gouvernement dirigé par Mauroy, jusqu'à ce qu'il soit chargé du Budget dans le troisième gouvernement du Premier ministre, à partir du 23 mars 1983.
Le 17 juillet 1984, il est reconduit au rang de secrétaire d'État chargé du Budget dans le gouvernement du nouveau Premier ministre, Laurent Fabius.

### Du perchoir à la rue de Solférino
Secrétaire national chargé de la Trésorerie et de la Coordination en 1988, puis membre du secrétariat national du PS, chargé du Budget, de l'Administration et de la Trésorerie à l'issue du congrès de Rennes en mars 1990, il contribue à faire échec à la première tentative de prise de contrôle du PS par Laurent Fabius, en soutenant la motion de Pierre Mauroy et de Lionel Jospin dans cette lutte fratricide entre Jospiniens et Fabiusiens. En octobre, Les fabiusiens prennent leur revanche en empêchant Henri Emmanuelli de devenir président du groupe socialiste de l'Assemblée nationale après l'entrée de Louis Mermaz au gouvernement.
Le 22 janvier 1992, après la démission de Laurent Fabius désigné premier secrétaire du Parti socialiste, Henri Emmanuelli présente sa candidature à la présidence de l'Assemblée nationale. Au premier tour de scrutin, il est mis en difficulté par la candidature d'Huguette Bouchardeau, puisqu'il recueille 256 suffrages contre 44 à l'ancienne ministre de l'Environnement ; finalement, il est élu au perchoir à l'issue du second tour de scrutin, avec 289 voix contre 225 à Jacques Chaban-Delmas, candidat de l'opposition, et 32 à Huguette Bouchardeau. Henri Emmanuelli occupe le poste jusqu'au terme de la IXe législature.
Le 19 juin 1994, lors du Conseil national de la Villette, il est élu premier secrétaire du Parti socialiste, à titre provisoire, après avoir battu son seul concurrent, le jospinien Dominique Strauss-Kahn (140 voix contre 64), avec l'appui des fabiusiens, des poperenistes et de la Gauche socialiste. Il est réélu à ce poste lors du congrès de Liévin, le 20 novembre 1994, avec 92,15 % des voix des militants et le soutien de Laurent Fabius, Lionel Jospin, Michel Rocard, Pierre Mauroy et Jean Poperen[réf. nécessaire]. Si cette élection représente un « coup de barre à gauche » pour le PS, Henri Emmanuelli propose quelques jours plus tard à Jacques Delors de représenter le parti à l'élection présidentielle alors qu'il est « le plus proche du discours et d’une pratique blairiste du pouvoir ».
Il est candidat à la primaire présidentielle socialiste de 1995 face à Lionel Jospin, qui l'emporte avec 65,85 % des voix contre 34,15 % pour Henri Emmanuelli soutenu, puis lâché au dernier moment, par Laurent Fabius. Lionel Jospin lui succède à la tête du PS en octobre 1995.
Inculpé le 14 septembre 1992 dans l'affaire Urba en tant que trésorier du parti, défendu par Philippe Lemaire et Patrick Maisonneuve, il est condamné ès qualités pour complicité de trafic d'influences, le 16 décembre 1997, à dix-huit mois de prison avec sursis et à deux ans de privation de ses droits civiques. Également mis en examen le 15 octobre 1998 dans le cadre de l'affaire Destrade de financement illégal du Parti socialiste, il est relaxé, le juge ayant prononcé un non-lieu le concernant,.
Le 17 novembre 1998, il lance Le Quotidien de la République, qui se veut un « Figaro de gauche » ; le journal cesse de paraître après onze numéros, le 28 suivant,,.

### À l'aile gauche du PS
Mitterrandien de toujours, hostile aux tendances sociales-libérales dont l'influence grandit chez les socialistes européens et français, il s'est placé depuis le congrès de Grenoble en 2000 dans l'opposition interne, et plaide sans relâche pour un PS clairement ancré à gauche. Pour le congrès du Mans du Parti socialiste en novembre 2005, il s'associe au courant NPS d'Arnaud Montebourg, Vincent Peillon et Benoît Hamon.
Dans le cadre de la campagne sur le référendum en 2005, au sujet du traité établissant une Constitution pour l'Europe, il fait publiquement campagne pour le « non », se plaçant en opposition ouverte avec la position officielle du Parti socialiste, favorable au traité.
Il fonde alors les « collectifs socialistes pour le non », qui mettent en avant les nombreuses délocalisations qui touchent l'industrie française. Henri Emmanuelli estime non seulement que le projet de constitution empêchera à l'avenir l'Union européenne (UE) de se doter des outils nécessaires à la protection de l'industrie tant française qu'européenne mais aussi qu'il organisera la concurrence entre les pays membres plutôt que d'en faire une zone politique et économique intégrée et homogène en aidant massivement les nouveaux membres de l'UE à rattraper leur retard de développement. Il voit dans le traité une renonciation à l'idéal d'une Europe fédérale, pour laquelle il plaide, notamment dans son Plaidoyer pour l’Europe.
La campagne du non amène l'éclatement de Nouveau Monde et la recomposition de l'aile gauche du Parti socialiste. Alors que Jean-Luc Mélenchon se rapproche de Laurent Fabius en vue du congrès du Mans, Henri Emmanuelli crée un nouveau courant : Alternative socialiste. Il est rejoint par Marc Dolez, de Forces militantes et Gérard Filoche, du Nouveau Parti socialiste (NPS). Alternative socialiste fusionne avec Nouveau Parti socialiste mi-septembre 2005 pour déposer une motion commune lors du congrès du Mans.
Le 7 juin 2011, à l'occasion de la séance de questions de l'Assemblée nationale, il fait un geste interprété comme un doigt d'honneur pendant une intervention du premier ministre François Fillon. Il assure ensuite que son geste a été mal interprété et n'était pas dirigé contre le chef du gouvernement.
Le 10 juillet 2012, il est nommé membre de la commission de surveillance de la Caisse des dépôts et consignations, commission dont il devient le président le 17 juillet 2012. Le 17 juillet 2012, il est l'un des signataires de l'appel à la légalisation du cannabis, intitulé « Le laxisme, c'est de ne rien changer ».
La même année, il vote contre la ratification du pacte budgétaire européen mais pour son application en votant la loi organique chargée de sa mise en œuvre.
En mars 2015, il est élu conseiller départemental du canton de Coteau de Chalosse en tandem avec Odile Lafitte. Ils ont pour suppléants Didier Gaugeacq et Patricia Taormina. Le 2 avril suivant, il est élu à la présidence du département.
Alors qu'à l'été 2016, il souhaitait soutenir une nouvelle candidature de François Hollande, « la seule candidature légitime » selon lui, il apporte en janvier 2017 son soutien pour la primaire citoyenne à Benoît Hamon.

### Famille et mort
Il se marie en 1967 à Antonia Gonzalez (fille d'un pilote républicain  espagnol), professeur d'éducation physique et sportive à Mugron, avec qui il a un garçon, Antoine, et une fille, Laetitia.
Souffrant d'une neuropathie dégénérative depuis quelque temps, Henri Emmanuelli meurt le 21 mars 2017 à l'hôpital de Bayonne, où  il était hospitalisé depuis le 17 mars pour une double bronchite infectieuse, « des suites d'une longue maladie » selon l'annonce de sa famille,,.
Après une cérémonie d'obsèques en l'église de la Madeleine de Mont-de-Marsan, un hommage républicain a lieu le samedi 25 mars 2017 en présence du président François Hollande. Henri Emmanuelli est ensuite inhumé  dans la plus stricte intimité dans le cimetière du village de Laurède  où il avait élu domicile en 1978. Le 16 mai 2017, une plaque en son honneur est inaugurée dans l'hémicycle de l'Assemblée nationale.

## Mandats et fonctions

### Au sein du gouvernement
- 22 mai 1981 – 22 mars 1983 : secrétaire d'État chargé des DOM-TOM auprès du ministre d'État, ministre de l'Intérieur et de la Décentralisation (auprès de Gaston Defferre au sein du premier gouvernement Mauroy, puis à partir du 23 juin 1981, au sein du deuxième gouvernement Mauroy)
- 22 mars 1983 – 7 décembre 1984 : secrétaire d'État chargé du Budget auprès du ministre de l'Économie, des Finances et du Budget (auprès de Jacques Delors au sein du troisième gouvernement Mauroy puis à partir du 23 juillet 1984, auprès de Pierre Bérégovoy au sein du gouvernement Fabius)
- 7 décembre 1984 – 20 mars 1986 : secrétaire d'État chargé du Budget et de la Consommation auprès du ministre de l'Économie, des Finances et du Budget (auprès de Pierre Bérégovoy au sein du gouvernement Fabius)

### À l'Assemblée nationale
- 3 avril 1978 – 22 mai 1981 : député de la 3e circonscription des Landes[8]
- 2 juillet 1981 – 23 juillet 1981 : député de la 3e circonscription des Landes[8]
- 2 avril 1986 – 14 mai 1988 : député des Landes
- 23 juin 1988 – 1er avril 1993 : député de la 3e circonscription des Landes
- 23 mai 1991 – 6 avril 1992 : président de la commission des finances
- 22 janvier 1992 – 1er avril 1993 : président de l'Assemblée nationale
- 2 avril 1993 – 8 juillet 1993 : député de la 3e circonscription des Landes (démission)
- 20 septembre 1993 – 21 avril 1997 : député de la 3e circonscription des Landes (élection législative partielle)
- 12 juin 1997 – 17 décembre 1997 : député de la 3e circonscription des Landes (démission à la suite de sa condamnation dans l'affaire Urba)
- 17 juin 1997 – 17 décembre 1997 : président de la commission des finances
- 7 février 2000 – 18 juin 2002 :  député de la 3e circonscription des Landes (élection législative partielle)
- 29 février 2000 – 18 juin 2002 : président de la commission des finances
- 19 juin 2002 – 19 juin 2007 :  député de la 3e circonscription des Landes
- 20 juin 2007 – 20 mars 2017 :  député de la 3e circonscription des Landes

### Au Conseil régional d'Aquitaine
- 1986 – 1988 : conseiller régional d'Aquitaine (tête de liste aux élections)
- 1992 – 1992 : conseiller régional d'Aquitaine (tête de liste aux élections) (démission en 1992 - loi sur le cumul des mandats)

### Au Conseil général des Landes
- 1982 – 1988 : président du conseil général des Landes (conseiller général du canton de Tartas-Ouest)
- 1988 – 1994 : président du conseil général des Landes (conseiller général du canton de Tartas-Ouest)
- 1994 – 1997 : président du conseil général des Landes (conseiller général du canton de Mugron)
- 2000 – 21 mars 2017 : président du Conseil général (puis départemental) des Landes (conseiller général du canton de Mugron)

### Au sein du Parti socialiste
- 1988 : nommé secrétaire national chargé de la Trésorerie et de la Coordination.
- mars 1990 : Congrès de Rennes : membre du secrétariat national du PS, chargé du Budget, de l'Administration et de la Trésorerie.
- 19 juin 1994 : Conseil national de la Villette : il est élu premier secrétaire du PS, à titre provisoire, après avoir battu son seul concurrent, Dominique Strauss-Kahn.
- 20 novembre 1994 : Au Congrès de Liévin, il est réélu premier secrétaire du PS avec 92,15 % des voix des militants (soutenu par Laurent Fabius, Lionel Jospin, Michel Rocard, Pierre Mauroy et Jean Poperen). Jospin prend sa succession en octobre 1995.
- En vue de l'élection présidentielle de 1995, il se porte candidat à la candidature au sein du PS, mais Lionel Jospin l'emporte lors du vote des militants (65,85 % pour Lionel Jospin et 34,15 % pour Henri Emmanuelli soutenu, puis lâché au dernier moment par Laurent Fabius).
- 2002 : Il fonde à la gauche du PS avec Jean-Luc Mélenchon le courant Nouveau Monde.
- 2005 : Partisan du non au référendum sur le traité constitutionnel européen, il fait campagne pour le non et fonde les Collectifs socialistes pour le non. Avec l'éclatement de Nouveau Monde et la recomposition de l'aile gauche du Parti socialiste, il crée un nouveau courant, Alternative socialiste qui fusionne avec Nouveau Parti socialiste mi-septembre 2005 pour déposer une motion commune lors du Congrès du Mans.
- novembre 2005 : Le congrès du PS reconduit François Hollande à la tête du parti ainsi que la majorité sortante (motion 1). Il charge Henri Emmanuelli des États-Généraux du Projet (du PS pour les présidentielle de 2007).
 membre du bureau national du PS (jusqu'en mars 2005).
- 2008 : Le duo de tête du NPS, Henri Emmanuelli et Benoît Hamon, présente la contribution Reconquêtes lors du Congrès de Reims. Toute l'aile gauche du PS (Marie-Noëlle Lienemann, Paul Quilès, Gérard Filoche, Pierre Larrouturou, Jean-Luc Mélenchon et Marc Dolez) s'unit ensuite sur la motion « Un Monde d'Avance » menée par Benoît Hamon qui se porte candidat à l'élection du premier secrétaire.

### À la fédération des Landes du PS
- 1974 : Henri Emmanuelli devient membre de la fédération des Landes du PS.

## Postérité
Le 9 septembre 2018, une statue réalisée par Jacques Raoult est inaugurée à Laurède, dans les Landes en hommage à Henri Emmanuelli. Un mémorial est également inauguré.
Depuis le 7 décembre 2017, la salle polyvalente de Mugron (anciennement "l'Agora") porte désormais son nom.
Son nom est également associé au village landais Alzheimer de Dax inauguré en 2020, projet initié par Henri Emmanuelli lui-même lorsqu'il était président du conseil général des Landes. Un hommage lui est rendu lors de l'inauguration de cette structure unique en France, trois ans après son décès.

## Synthèse des résultats électoraux

### Élections législatives
| Année   | Parti         | Parti | Circonscription      | 1er tour | 1er tour | 1er tour | 2d tour | 2d tour | 2d tour | Issue |
| Année   | Parti         | Parti | Circonscription      | Voix     | %        | Rang     | Voix    | %       | Rang    | Issue |
| ------- | ------------- | ----- | -------------------- | -------- | -------- | -------- | ------- | ------- | ------- | ----- |
| 1973    |               | PS    | 2e de Lot-et-Garonne | 6 397    | 13,87    | 4e       | Retrait | Retrait | Retrait | Battu |
| 1978    | 3e des Landes | PS    | 12 385               | 23,66    | 2e       | 27 211   | 50,43   | 1er     | Élu     |       |
| 1981    | 3e des Landes | PS    | 25 492               | 52,97    | 1er      |          |         |         | Élu     |       |
| 1986    | Landes        | PS    | 78 106               | 42,85    | 1er      |          |         |         | Élu     |       |
| 1988    | 3e des Landes | PS    | 33 132               | 56,56    | 1er      |          |         |         | Élu     |       |
| 03/1993 | 3e des Landes | PS    | 23 172               | 40,99    | 1er      | 31 179   | 54,14   | 1er     | Élu     |       |
| 09/1993 | 3e des Landes | PS    | 21 928               | 50,22    | 1er      |          |         |         | Élu     |       |
| 1997    | 3e des Landes | PS    | 25 943               | 46,20    | 1er      | 34 584   | 60,93   | 1er     | Élu     |       |
| 2000    | 3e des Landes | PS    | 19 253               | 55,80    | 1er      | 21 997   | 65,28   | 1er     | Élu     |       |
| 2002    | 3e des Landes | PS    | 26 659               | 47,39    | 1er      | 31 462   | 60,47   | 1er     | Élu     |       |
| 2007    | 3e des Landes | PS    | 27 747               | 47,92    | 1er      | 33 522   | 58,79   | 1er     | Élu     |       |
| 2012    | 3e des Landes | PS    | 33 603               | 56,07    | 1er      |          |         |         | Élu     |       |

### Élections régionales
Les résultats ci-dessous concernent uniquement les élections où il est tête de liste.
| Année | Parti   | Parti | Région    | 1er tour | 1er tour | 1er tour | Sièges obtenus |
| Année | Parti   | Parti | Région    | Voix     | %        | Rang     | Sièges obtenus |
| ----- | ------- | ----- | --------- | -------- | -------- | -------- | -------------- |
| 1986  |         | PS    | Aquitaine | 514 410  | 34,78    | 2e       | 29 / 85        |
| 1992  | 277 741 | PS    | Aquitaine | 20,75    | 17 / 85  | 2e       |                |

## Ouvrages
- Plaidoyer pour l’Europe, Flammarion, juillet 1992  (ISBN 978-2-0806-6811-0)
- Citadelles interdites, Ramsay, 2000  (ISBN 978-2-8411-4483-9) (roman)